# USL Championship 2022
La USL Championship 2022 è stata la dodicesima edizione della seconda divisione del campionato statunitense di calcio. È stata vinta dal San Antonio FC in finale per 3-1 sul Louisville City.
In questa stagione alla USL Championship, rispetto alla stagione scorsa, si sono iscritti due nuovi club, il Monterrey Bay e il Detroit FC, il quale si è spostato dal campionato N.I.S.A. dopo averne vinto il titolo. Per questa stagione si fermano in pausa i club di Austin Bold FC e OKC Energy. Hanno abbandonato la USL invece i club di Charlotte Independence che si è iscritta alla USL League One e i club affiliati alle squadre MLS del Real Monarchs, del Sporting Kansas City II e del Tacoma Defiance che si sono unite alla neonata lega MLS Next Pro, riservata alle seconde squadre,o affiliate, dei club di MLS.

## Formula
Come la scorse stagioni le squadre sono suddivise in due Conference, la Eastern e la Western e ogni club si affronta due volte, una volta in casa e una fuori, ogni altro club appartenente alla propria conference. Le prime 7 classificate di ogni conference parteciperanno ai playoffs, con la vincente di ogni conference che salterà il primo turno accedendo direttamente al secondo.

## Squadre partecipanti
| Club                         | Città            | Stato            | Girone  | Stadio                                         | Capienza | Anno | Affiliazione MLS |
| ---------------------------- | ---------------- | ---------------- | ------- | ---------------------------------------------- | -------- | ---- | ---------------- |
| Atlanta United 2             | Atlanta          | Georgia          | Eastern | Fifth Third Bank Stadium (Kennesaw)            | 8.318    | 2018 | Atlanta United   |
| Austin Bold                  | Austin           | Texas            | Western | Bold Stadium                                   | 5.000    | 2019 |                  |
| Birmingham Legion            | Birmingham       | Alabama          | Eastern | Protective Stadium                             | 47.100   | 2019 |                  |
| Charleston Battery           | Charleston       | Carolina del Sud | Eastern | Patriots Point Soccer Complex (Mount Pleasant) | 3.900    | 2011 |                  |
| Colorado Springs Switchbacks | Colorado Springs | Colorado         | Western | Weidner Field                                  | 8.000    | 2015 |                  |
| Detroit City                 | Detroit          | Michigan         | Eastern | Keyworth Stadium (Hamtramck)                   | 7.933    | 2022 |                  |
| El Paso Locomotive           | El Paso          | Texas            | Western | Southwest University Park                      | 9.500    | 2019 |                  |
| Hartford Athletic            | Hartford         | Connecticut      | Eastern | Dillon Stadium                                 | 5.500    | 2019 |                  |
| Indy Eleven                  | Indianapolis     | Indiana          | Eastern | Michael A. Carroll Track & Soccer Stadium      | 12.000   | 2018 |                  |
| LA Galaxy II                 | Los Angeles      | California       | Western | Dignity Health Track Stadium (Carson)          | 5.000    | 2014 | LA Galaxy        |
| Las Vegas Lights             | Las Vegas        | Nevada           | Western | Cashman Field                                  | 9.334    | 2018 | Los Angeles FC   |
| Loudoun Utd                  | Leesburg         | Virginia         | Eastern | Segra Field                                    | 5.000    | 2019 | D.C. United      |
| Louisville City              | Louisville       | Kentucky         | Eastern | Lynn Family Stadium                            | 15.304   | 2015 |                  |
| Memphis 901                  | Memphis          | Tennessee        | Eastern | AutoZone Park                                  | 10.000   | 2019 |                  |
| Miami FC                     | Miami            | Florida          | Eastern | Riccardo Silva Stadium                         | 20.000   | 2020 |                  |
| Monterey Bay                 | Monterey         | California       | Western | Cardinale Stadium (Seaside)                    | 6.000    | 2022 |                  |
| New Mexico Utd               | Albuquerque      | Nuovo Messico    | Western | Rio Grande Credit Union Field at Isotopes Park | 13.500   | 2019 |                  |
| N.Y. Red Bulls II            | New York         | New York         | Eastern | MSU Soccer Park at Pittser Field (Montclair)   | 5.000    | 2015 | N.Y. Red Bulls   |
| Oakland Roots                | Oakland          | California       | Western | Laney College Football Stadium                 | 5.500    | 2021 |                  |
| OKC Energy                   | Oklahoma City    | Oklahoma         | Eastern | Taft Stadium                                   | 7.500    | 2014 |                  |
| Orange County                | Irvine           | California       | Western | Championship Soccer Stadium                    | 5.000    | 2011 |                  |
| Phoenix Rising               | Phoenix          | Arizona          | Western | Wild Horse Pass Stadium (Chandler)             | 10.000   | 2014 |                  |
| Pittsburgh Riverhounds       | Pittsburgh       | Pennsylvania     | Eastern | Highmark Stadium                               | 5.000    | 2011 |                  |
| Rio Grande Valley            | Edinburg         | Texas            | Western | H-E-B Park                                     | 9.400    | 2016 |                  |
| Sacramento Republic          | Sacramento       | California       | Western | Heart Health Park                              | 11.569   | 2014 |                  |
| San Antonio FC               | San Antonio      | Texas            | Western | Toyota Field                                   | 8.296    | 2016 |                  |
| San Diego Loyal              | San Diego        | California       | Western | Torero Stadium                                 | 8.000    | 2020 |                  |
| Tampa Bay Rowdies            | Tampa            | Florida          | Eastern | Al Lang Stadium (Saint Petersburg)             | 7.227    | 2017 |                  |
| FC Tulsa                     | Tulsa            | Oklahoma         | Eastern | ONEOK Field                                    | 7.833    | 2015 |                  |

## Classifiche regular season

### East Conference
|  | Pos. | Squadra                | Pt | G  | V  | N  | P  | GF | GS | DR  |
|  | ---- | ---------------------- | -- | -- | -- | -- | -- | -- | -- | --- |
|  | 1.   | Louisville City        | 72 | 34 | 22 | 6  | 6  | 65 | 28 | +37 |
|  | 2.   | Memphis 901            | 68 | 34 | 21 | 5  | 8  | 67 | 33 | +34 |
|  | 3.   | Tampa Bay Rowdies      | 67 | 34 | 20 | 7  | 7  | 73 | 33 | +40 |
|  | 4.   | Birmingham Legion      | 58 | 34 | 17 | 7  | 10 | 56 | 39 | +17 |
|  | 5.   | Pittsburgh Riverhounds | 57 | 34 | 16 | 9  | 9  | 50 | 38 | +12 |
|  | 6.   | Miami FC               | 55 | 34 | 15 | 10 | 9  | 47 | 32 | +15 |
|  | 7.   | Detroit City           | 54 | 34 | 14 | 12 | 8  | 44 | 30 | +14 |
|  | 8.   | FC Tulsa               | 42 | 34 | 12 | 6  | 16 | 48 | 58 | -10 |
|  | 9.   | Indy Eleven            | 41 | 34 | 12 | 5  | 17 | 41 | 55 | -14 |
|  | 10.  | Hartford Athletic      | 36 | 34 | 10 | 6  | 18 | 47 | 57 | -10 |
|  | 11.  | Loudoun Utd            | 28 | 34 | 8  | 4  | 22 | 36 | 74 | -38 |
|  | 12.  | Charleston Battery     | 25 | 34 | 6  | 7  | 21 | 41 | 77 | -36 |
|  | 13.  | Atlanta United 2       | 23 | 34 | 6  | 5  | 23 | 39 | 85 | -46 |
|  | 14.  | N.Y. Red Bulls II      | 15 | 34 | 3  | 6  | 25 | 10 | 15 | -5  |

Legenda:
      Ammesse direttamente in semifinale di Conference.
      Ammesse ai quarti di finale di Conference.
Note:
Tre punti per la vittoria, uno per il pareggio, zero per la sconfitta.

### West Conference
|  | Pos. | Squadra                      | Pt | G  | V  | N  | P  | GF | GS | DR  |
|  | ---- | ---------------------------- | -- | -- | -- | -- | -- | -- | -- | --- |
|  | 1.   | San Antonio FC               | 77 | 34 | 24 | 5  | 5  | 54 | 26 | +28 |
|  | 2.   | San Diego Loyal              | 60 | 34 | 18 | 6  | 10 | 68 | 55 | +13 |
|  | 3.   | Colorado Springs Switchbacks | 55 | 34 | 17 | 4  | 13 | 59 | 53 | +6  |
|  | 4.   | Sacramento Republic          | 53 | 34 | 15 | 8  | 11 | 48 | 34 | +14 |
|  | 5.   | New Mexico Utd               | 51 | 34 | 13 | 12 | 9  | 49 | 40 | +9  |
|  | 6.   | Rio Grande Valley            | 49 | 34 | 14 | 7  | 13 | 51 | 40 | +11 |
|  | 7.   | Oakland Roots                | 46 | 34 | 11 | 13 | 10 | 51 | 46 | +5  |
|  | 8.   | El Paso Locomotive           | 46 | 34 | 13 | 7  | 14 | 56 | 52 | +4  |
|  | 9.   | Las Vegas Lights             | 45 | 34 | 12 | 9  | 13 | 40 | 50 | -10 |
|  | 10.  | Phoenix Rising               | 42 | 34 | 12 | 6  | 16 | 50 | 58 | -8  |
|  | 11.  | LA Galaxy II                 | 40 | 34 | 11 | 7  | 16 | 53 | 63 | -10 |
|  | 12.  | Monterey Bay                 | 40 | 34 | 12 | 4  | 18 | 42 | 59 | -17 |
|  | 13.  | Orange County                | 34 | 34 | 7  | 13 | 14 | 49 | 59 | -10 |

Legenda:
      Ammesse direttamente in semifinale di Conference.
      Ammesse ai quarti di finale di Conference.
Note:
Tre punti per la vittoria, uno per il pareggio, zero per la sconfitta.

## Play-off

### Quarti di Finale di Conference
| Squadra 1                         | Risultato                | Squadra 2              |
| --------------------------------- | ------------------------ | ---------------------- |
| East Conference - 22 ottobre 2022 |                          |                        |
| Tampa Bay Rowdies                 | 3 - 1                    | Miami FC               |
| Memphis 901                       | 3 - 1                    | Detroit City           |
| West Conference - 22 ottobre 2022 |                          |                        |
| Colorado Springs Switchbacks      | 3 - 0                    | Rio Grande Valley      |
| Sacramento Republic               | 2 - 0                    | New Mexico Utd         |
| East Conference - 23 ottobre 2022 |                          |                        |
| Birmingham Legion                 | 2 - 2 d.t.s (7-8 d.c.r.) | Pittsburgh Riverhounds |
| West Conference - 23 ottobre 2022 |                          |                        |
| San Diego Loyal                   | 0 - 3                    | Oakland Roots          |

### Semifinali di Conference
| Squadra 1                         | Risultato                | Squadra 2              |
| --------------------------------- | ------------------------ | ---------------------- |
| West Conference - 28 ottobre 2022 |                          |                        |
| San Antonio FC                    | 3 - 0                    | Oakland Roots          |
| East Conference - 29 ottobre 2022 |                          |                        |
| Louisville City                   | 2 - 2 d.t.s (5-3 d.c.r.) | Pittsburgh Riverhounds |
| West Conference - 29 ottobre 2022 |                          |                        |
| Colorado Springs Switchbacks      | 2 - 1 d.t.s              | Sacramento Republic    |
| East Conference - 30 ottobre 2022 |                          |                        |
| Memphis 901                       | 0 - 1                    | Tampa Bay Rowdies      |

### Finali di Conference
| Squadra 1                         | Risultato   | Squadra 2                    |
| --------------------------------- | ----------- | ---------------------------- |
| East Conference - 5 novembre 2022 |             |                              |
| Louisville City                   | 1 - 0 d.t.s | Tampa Bay Rowdies            |
| West Conference - 6 novembre 2022 |             |                              |
| San Antonio FC                    | 2 - 0       | Colorado Springs Switchbacks |

### Finale
| Arbitro: | Elvis Osmanovic |

| |            | |
| Patiño 45+3’ (rig.), 70’ Adeniran 64’ | Marcatori  | 78’ Ownby |
| · Farr · Manley · Gómez · 47’ Garcia · 3’ Taintor · 62’ Delem · Maloney · 84’ Parano · Abu · 75’ Adeniran · 90+7’ Patiño · 75’ Bailone · 90+7’ Collier · 84’ Dhillon | Formazioni | · Faundez 61’ · Wynder 45’ · Charpie · Totsch · Manny Perez · Dia · Del Piccolo 66’ · Gibson 66’ · Lancaster 66’ 44’ · Serrano 78’ · Mushagalusa 80’ · Matsoso 78’ · Moguel 66’ · Wynder 66’ · Harris 66’ · Ownby 45’ |
| Alen Marcina | Allenatori | Danny Cruz |